# Rodolfo Pérez
Rodolfo Pérez (ur. 6 stycznia 1945) – argentyński judoka. Olimpijczyk z Tokio 1964, gdzie zajął piąte miejsce wadze średniej.
Srebrny medalista igrzysk panamerykańskich w 1967 roku.

## Letnie Igrzyska Olimpijskie 1964
| Konkurencja | Eliminacje                | Eliminacje               | Eliminacje            | Klas. końcowa |
| Konkurencja | Przeciwnik I              | Przeciwnik II            | 1/4                   | Miejsce       |
| ----------- | ------------------------- | ------------------------ | --------------------- | ------------- |
| -80 kg      | Kanapathy Moorthy (MAS) Z | Bernardo Repuyan (PHI) Z | James Bregman (USA) P | 5.            |